# Anson (Maine)
Anson ist eine Town im Somerset County des Bundesstaates Maine in den Vereinigten Staaten. Im Jahr 2020 lebten dort 2291 Einwohner in 1231 Haushalten auf einer Fläche von 125,07 km².

## Geographie
Nach dem United States Census Bureau hat Anson eine Gesamtfläche von 125,07 km², von der 123,00 km² Land sind und 2,07 km² aus Gewässern bestehen.

### Geographische Lage
Anson liegt im Südwesten des Somerset Countys und grenzt an das Franklin County. Der Kennebec River bildet die östliche Begrenzung des Gebietes. In North Ansons mündet der Carrabassett River in den Kennebec River. Auf dem Gebiet der Town befinden sich nur kleinere Seen. Die Oberfläche ist leicht hügelig, der 393 m hohe Barton Hill ist die höchste Erhebung.

### Nachbargemeinden
Alle Entfernungen sind als Luftlinien zwischen den offiziellen Koordinaten der Orte aus der Volkszählung 2010 angegeben.
- Norden: Embden, 10,3 km
- Nordosten: Solon, 17,0 km
- Osten: Madison, 13,2 km
- Süden: Starks, 11,1 km
- Südwesten: Industry, Franklin County, 9,8 km
- Nordwesten: New Vineyard, Franklin County, 16,0 km

### Stadtgliederung
In Anson gibt es mehrere Siedlungsgebiete: Anson, Dane Corner, Five Corners, North Anson, South Anson und West Anson.

### Klima
Die mittlere Durchschnittstemperatur in Anson liegt zwischen −9,4 °C (15 °F) im Januar und 20,0 °C (68 °F) im Juli. Damit ist der Ort gegenüber dem langjährigen Mittel der USA um etwa 9 Grad kühler. Die Schneefälle zwischen Oktober und Mai liegen mit bis zu zweieinhalb Metern mehr als doppelt so hoch wie die mittlere Schneehöhe in den USA; die tägliche Sonnenscheindauer liegt am unteren Rand des Wertespektrums der USA.

## Geschichte
Vermessen wurde das Gebiet zunächst als Township No. 1, First Range North of Plymouth Claim, West of Kennebec River (T1 R1 NPC WKR), weitere Bezeichnungen waren Titcombtown und Brookfield. Die Siedlungen am Carrabassett River in Anson, New Portland und Embden wurden Seven Mile Brook Sattlement genannt.
Die Besiedlung des Gebietes startete 1772. Als Town wurde Ansons am 1. März 1798 organisiert und nach George Anson benannt. Zwei Brände zerstörten in den Jahren 1863 und 1913 große Teile von North Anson.
Teile von Embden wurden im Jahr 1828 hinzugenommen, teile von New Vineyard im Jahr 1840. Land wurde an Industry im Jahr 1823 und an New Portland im Jahr 1830 abgegeben. Im Jahr 1845 wurde North Anson als eigenständige Town organisiert, jedoch bereits 1855 wieder in die Town Anson eingegliedert.

### Einwohnerentwicklung
| Volkszählungsergebnisse – Town of Anson, Maine | Volkszählungsergebnisse – Town of Anson, Maine | Volkszählungsergebnisse – Town of Anson, Maine | Volkszählungsergebnisse – Town of Anson, Maine | Volkszählungsergebnisse – Town of Anson, Maine | Volkszählungsergebnisse – Town of Anson, Maine | Volkszählungsergebnisse – Town of Anson, Maine | Volkszählungsergebnisse – Town of Anson, Maine | Volkszählungsergebnisse – Town of Anson, Maine | Volkszählungsergebnisse – Town of Anson, Maine | Volkszählungsergebnisse – Town of Anson, Maine |
| Jahr                                           | 1800                                           | 1810                                           | 1820                                           | 1830                                           | 1840                                           | 1850                                           | 1860                                           | 1870                                           | 1880                                           | 1890                                           |
| ---------------------------------------------- | ---------------------------------------------- | ---------------------------------------------- | ---------------------------------------------- | ---------------------------------------------- | ---------------------------------------------- | ---------------------------------------------- | ---------------------------------------------- | ---------------------------------------------- | ---------------------------------------------- | ---------------------------------------------- |
| Einwohner                                      | 373                                            | 633                                            | 948                                            | 1532                                           | 1941                                           | 848                                            | 2000                                           | 1745                                           | 1555                                           | 1444                                           |
| Jahr                                           | 1900                                           | 1910                                           | 1920                                           | 1930                                           | 1940                                           | 1950                                           | 1960                                           | 1970                                           | 1980                                           | 1990                                           |
| Einwohner                                      | 1830                                           | 2209                                           | 2593                                           | 2238                                           | 2130                                           | 2199                                           | 2252                                           | 2168                                           | 2226                                           | 2382                                           |
| Jahr                                           | 2000                                           | 2010                                           | 2020                                           | 2030                                           | 2040                                           | 2050                                           | 2060                                           | 2070                                           | 2080                                           | 2090                                           |
| Einwohner                                      | 2583                                           | 2511                                           | 2291                                           |                                                |                                                |                                                |                                                |                                                |                                                |                                                |

## Kultur und Sehenswürdigkeiten

### Bauwerke
In North Anson wurden mehrere Bauwerke und ein District unter Denkmalschutz gestellt und ins National Register of Historic Places aufgenommen.
- Anson Grange No. 88, 2004 unter der Register-Nr. 04000371.[10]
- Bailey Farm Windmill, 1988 unter der Register-Nr. 88000885.[11]
- Carrabasset Inn, 2000 unter der Register-Nr. 00000376.[12]
- Steward-Emery House, 1992 unter der Register-Nr. 92001705.[13]
- Temples Historic District, 1983 unter der Register-Nr. 83000474.[14]

## Wirtschaft und Infrastruktur

### Verkehr
Durch Anson verläuft der U.S. Highway 201A in nordsüdlicher Richtung parallel zum Kennebec River. In westlicher Richtung zweigen die Maine State Route 16, Maine State Route 234 und Maine State Route 148 von ihm ab.

### Öffentliche Einrichtungen
Es gibt keine Krankenhäuser oder medizinischen Einrichtungen in Anson. Die nächstgelegenen befinden sich in Skowhegan, Madison und Farmington.
In Anson gibt es keine Bücherei. Nächstgelegene Büchereien befinden sich in New Vineyard, New Portland und Madison.

### Bildung
Anson gehört mit Embden, New Portland, Solon und Jobs zum RSU #74 School District.
Im Schulbezirk werden mehrere Schulen angeboten:
- Solon Elementary School in Solon, Pre-Kindergarten bis zur 5. Schulklasse
- Garret Schenck Elementary School in Anson, mit Schulklassen von Pre-Kindergarten bis 5. Schuljahr
- Carrabec Community School in North Anson, mit Schulklassen von Kindergarten bis 8. Schuljahr
- Carrabec High School in North Anson, mit den Schulklassen 9 bis 12